# Zoagli
Zoagli (Zoaggi in ligure) è un comune italiano di 2 346 abitanti della città metropolitana di Genova in Liguria.

## Geografia fisica

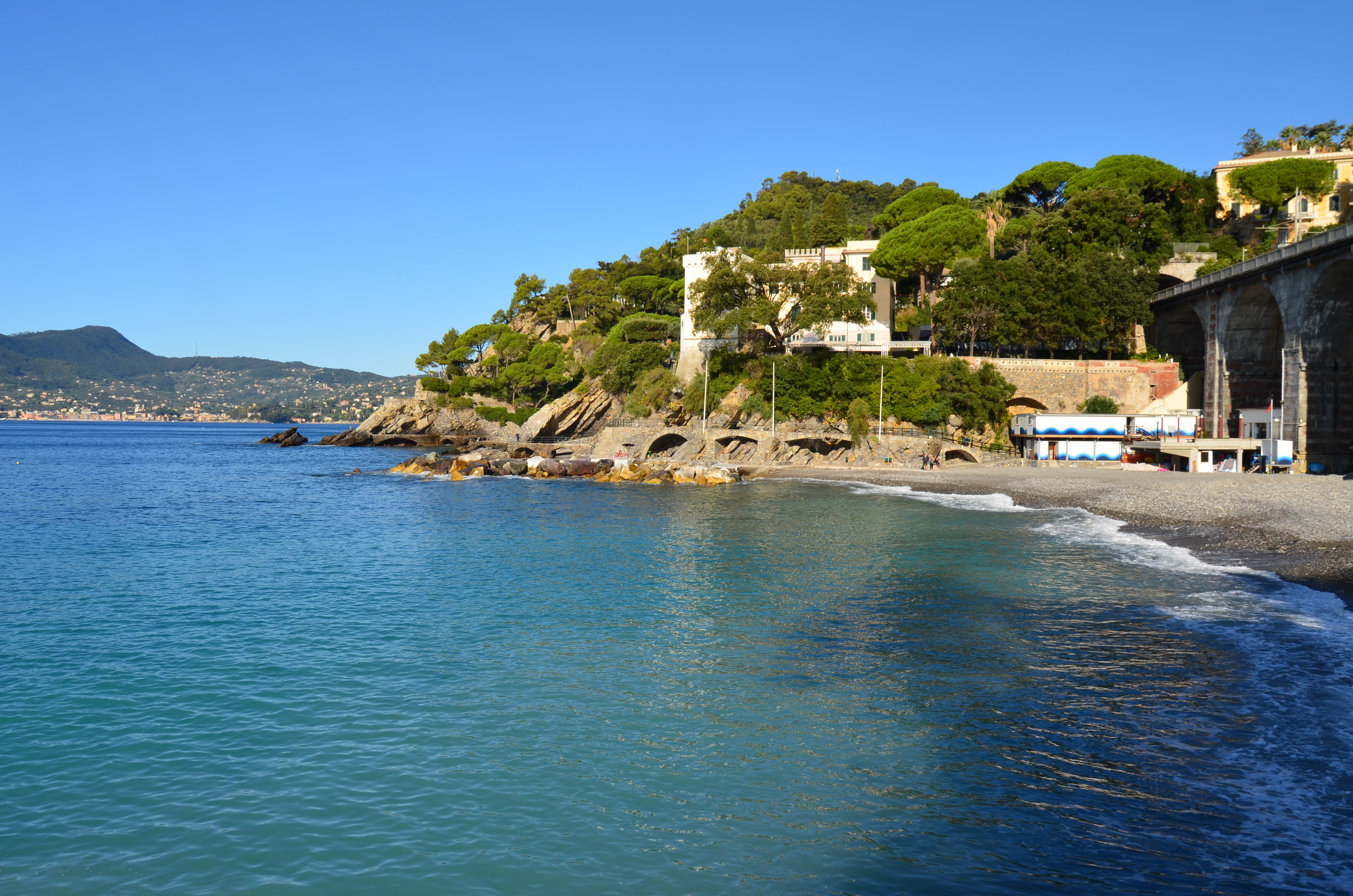
Scorcio della scogliera verso ponente, sullo sfondo il castello Canevaro.

Zoagli è un piccolo borgo incastonato tra i comuni costieri di Rapallo e Chiavari nel golfo del Tigullio, ad est di Genova.
Tra le vette del territorio il monte Castello (666 m), il monte Groppo (648 m), il monte Zuccarello (619 m), il monte Carmelo (567 m), il monte Anchetta (544 m).
Conosciuta e apprezzata località balneare è celebre per la sua scogliera pedonale a ridosso sul mare realizzata negli anni trenta del XX secolo con il contributo economico degli abitanti; nel territorio zoagliese sono presenti inoltre diversi percorsi naturali boschivi, le caratteristiche crêuze liguri, e mulattiere che permettono dal centro cittadino di raggiungere le frazioni e località del comune.
Uno dei percorsi, ricalcante l'antica via Romana, è denominato "dei cinque campanili" poiché collega le antiche chiese frazionarie di San Pietro di Rovereto, Semorile, San Pantaleo, Sant'Ambrogio a quella centrale di San Martino per un totale complessivo di circa dodici chilometri. Un ulteriore sentiero boschivo permette il collegamento tra la frazione di Semorile e il santuario di Nostra Signora di Montallegro - nel territorio comunale di Rapallo - costeggiando il torrente omonimo e dopo il superamento del valico dell'Anchetta e del monte Castello.

## Storia

### Percorso storico
Come molti borghi della Liguria anche Zoagli vide la sua probabile fondazione nell'era preistorica, grazie alla popolazione conosciuta con il nome di Liguri Tigulli. In epoca romana compare come borgo o castellaro sulla via Aurelia, testimonianza dovuta alla comparsa del nome nella Tavola Peutingeriana.
Divenne poi feudo - i toponimi cartacei la citano con l'appellativo Joagi - nel 1158 della famiglia nobiliare Fieschi di Lavagna e nei secoli successivi dominio della Repubblica di Genova dal XIII secolo. Principalmente venne sottoposta al controllo territoriale dapprima nella podesteria e successivamente nel capitaneato di Rapallo (1608).
Con la dominazione francese napoleonica la costituita municipalità di Zoagli rientrò dal 2 dicembre nel dipartimento del Golfo del Tigullio, con capoluogo Rapallo, all'interno della Repubblica Ligure. Dal 28 aprile del 1798, coi nuovi ordinamenti francesi, Zoagli rientrò nel II cantone, come capoluogo della giurisdizione del Tigullio e dal 1803 centro principale del II cantone del Golfo del Tigullio nella giurisdizione dell'Entella. Annesso al Primo Impero francese dal 13 giugno 1805 al 1814, venne inserito nel dipartimento degli Appennini.
Nel 1815 fu inglobato nel Regno di Sardegna, secondo le decisioni del congresso di Vienna del 1814, che sottopose la municipalità di Zoagli nella provincia di Chiavari sotto la divisione di Genova. Dal 1859 al 1926 il territorio fu compreso nel V mandamento di Rapallo del circondario di Chiavari dell'allora provincia di Genova, nel Regno d'Italia.

### Il commercio della seta

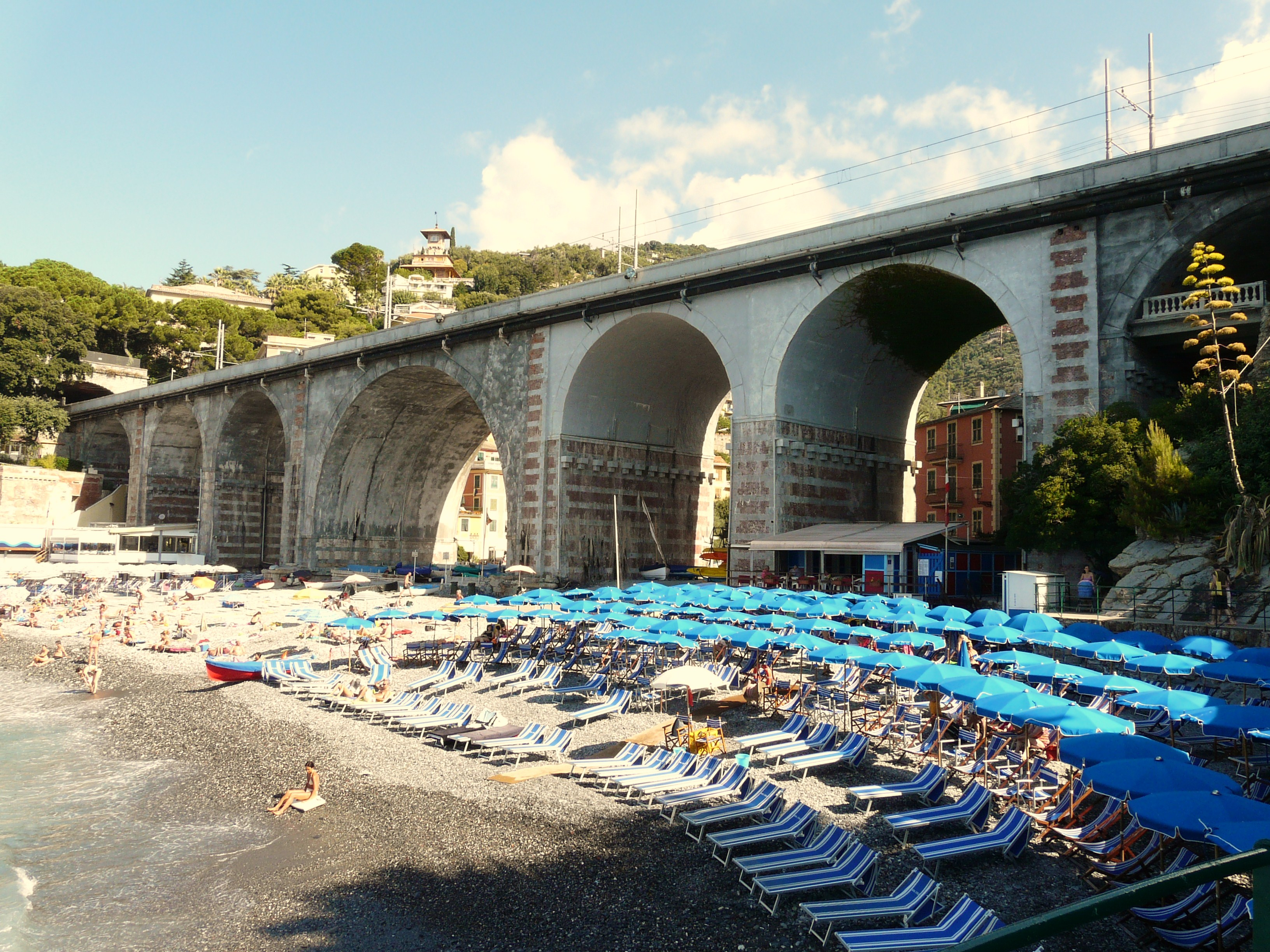
Il viadotto ferroviario, sovrastante il borgo, ricostruito dopo la seconda guerra mondiale.

Negli anni passati molti zoagliesi si spinsero nell'apprendere o creare nuovi mestieri come il pescatore o la tessitura della seta. Proprio quest'ultimo impiego fece nei secoli, ma ancora oggi, la fortuna del borgo grazie al commercio e all'esportazione nel mondo dei suoi pregiati tessuti. Nell'Ottocento divenne meta turistica pregiata e tra i personaggi illustri che qui soggiornarono vi furono il filosofo Friedrich Nietzsche, il poeta Ezra Pound, lo scrittore Sem Benelli e il pittore Vasilij Kandinskij.

### Il bombardamento nella II guerra mondiale
L'allora borgo marinaro di Zoagli visse ore drammatiche durante le fasi conclusive della seconda guerra mondiale. La mattina del 27 dicembre 1943 il comune venne duramente bombardato da una flottiglia aerea alleata e quasi completamente raso al suolo. Il municipio, la chiesa parrocchiale, l'ospedale civico e numerose case furono distrutte dalle bombe. Il bombardamento causò anche numerosi morti.
L'obiettivo di tale incursione era il ponte della linea ferroviaria Genova-La Spezia. Sottoposta a continui bombardamenti, interrotta in più punti in momenti diversi e sempre riparata, dal punto di vista dei comandi alleati tale linea non aveva perso rilevanza strategica; non solo perché garantiva il collegamento ferroviario tra le industrie genovesi e la Linea Gotica, ma soprattutto perché a fine 1943 gli Alleati pensavano ancora di realizzare l'Operazione Dragoon o nella primavera del 1944 o in contemporanea con lo sbarco in Normandia. Bloccare definitivamente tutte le linee che i tedeschi avrebbero potuto usare per spostare uomini e mezzi verso il sud della Francia, in sintesi impedire la concentrazione strategica delle forze avversarie separate dalle Alpi, era un obiettivo militarmente ovvio.
Lo stesso giorno di fine dicembre 1943 venne colpito anche il ponte ferroviario di Recco, nel Golfo Paradiso, ponte che, come molte altre volte, sarebbe stato riparato in poche settimane e che sarebbe stato definitivamente distrutto solo il 28 agosto 1944.
A ricordo del tragico bombardamento di Zoagli è stata posizionata una targa in marmo nei pressi del ricostruito viadotto ferroviario, nonché l'intitolazione dell'antistante piazza del municipio (anch'esso riedificato in stile nettamente moderno) alla data del "27 dicembre 1943".

### Simboli
Stemma
Nello stemma sono rappresentate le torri saracene, dette "di Levante" e "di Ponente", erette per difendere Zoagli dalle incursioni piratesche che minacciavano la città.
I colori azzurro e giallo sono quelli delle maggiori confraternite del luogo, rispettivamente della marineria e dei tessitori: la pesca e la tessitura della seta hanno rappresentato le più importanti attività economiche degli zoagliesi.
Gonfalone
Bandiera
Lo stemma e il gonfalone sono stati concessi con il decreto del presidente della Repubblica del 14 marzo 2002.

## Monumenti e luoghi d'interesse

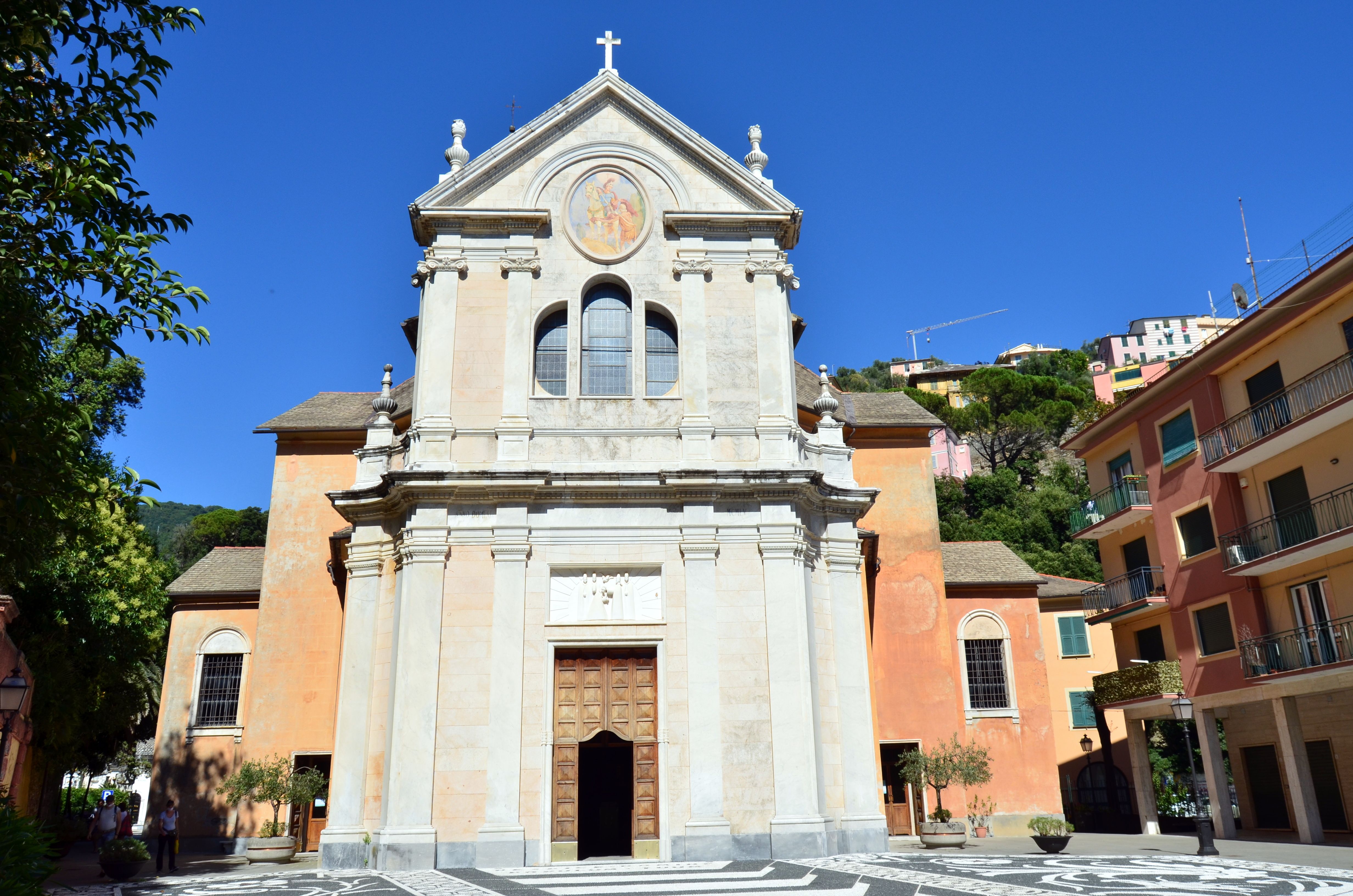
La chiesa parrocchiale di San Martino nel capoluogo

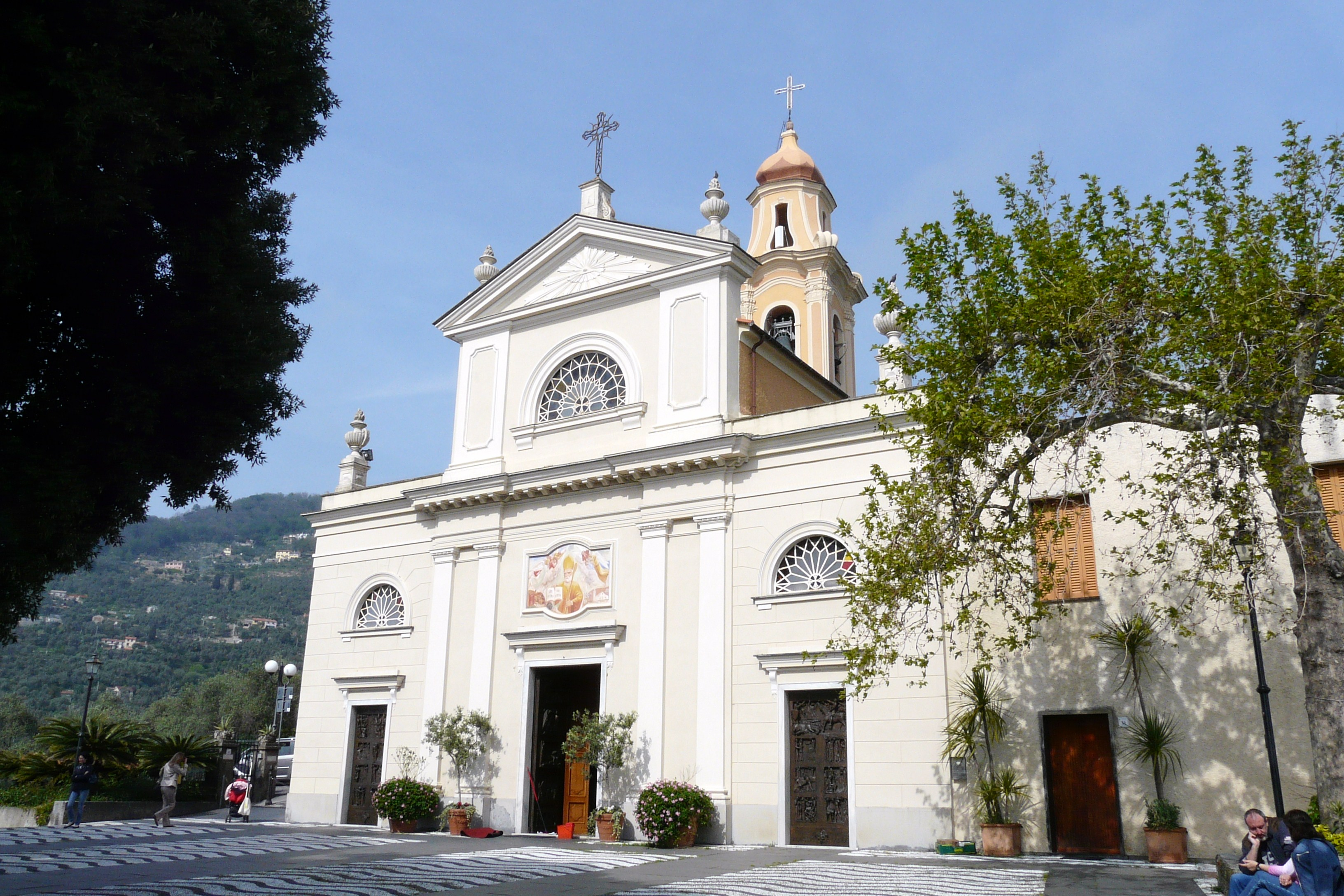
La chiesa parrocchiale di Sant'Ambrogio nell'omonima frazione

### Architetture religiose
- Chiesa parrocchiale di San Martino. Eretta nel XVIII secolo è ubicata nell'immediato centro storico zoagliese.
- Chiesa parrocchiale di Sant'Ambrogio nella frazione omonima. Sovrasta l'abitato frazionale facendo scorgere dall'attiguo piazzale un'incantevole vista sul Tigullio Occidentale e sul golfo omonimo. Costruita durante il soggiorno dei vescovi di Milano in Liguria nel XII secolo, da cui deriverebbe l'intitolazione proprio a sant'Ambrogio. Al suo interno, oltre l'altare centrale e laterale del 1707, è conservata una statua del Maragliano.
- Cappella di Sant'Isidoro nella frazione di Sant'Ambrogio. L'edificio è menzionato per la prima volta nel 1746, e ancora nel 1853. Fu restaurata nel 1836 e recentemente nel 2002.
- Cappella di San Bernardo nella località di Mexi, nella frazione di Sant'Ambrogio. Menzionata dal visitatore apostolico monsignor Francesco Bossi nel 1582, venne ampliata nel 1827 e ristrutturata nel 1982.
- Chiesa di San Pantaleo nell'omonima località, edificata nel XII secolo in stile romanico.
- Chiesa parrocchiale di San Pietro nella frazione di San Pietro di Rovereto, sorge nell'antico tracciato della via Romana. Il primo impianto potrebbe risalire al XII o XIII secolo, ma fu ricostruita nel corso della seconda metà del XV secolo.
- Santuario di Nostra Signora Causa Nostrae Laetitiae - noto come La Madonnetta - edificato nel corso del XIX secolo su progetto di Antonio Canepa lungo un sentiero tra la frazione di San Pietro di Rovereto e i territori di Leivi e San Colombano Certenoli. Anticamente qui era custodito un quadretto raffigurante la Madonna col Bambino Gesù (un dipinto su legno di noce), in precedenza venerato ed esposto a Genova, e che dopo successivi passaggi ha trovato collocazione all'interno della parrocchiale di San Martino.
- Chiesa parrocchiale di San Giovanni Battista, nella frazione di Semorile, parrocchia indipendente da Zoagli dal 1619. L'ultimo ampliamento è risalente al XIX secolo.
- Cappella del Santo Pellegrino nella località di Cerisola presso la frazione di Semorile.

### Architetture civili
- Castello di Sem Benelli. La residenza, eretta su uno sperone di roccia a strapiombo sul mare presso la località di Monte Prato, lungo la strada statale 1 Via Aurelia, fu costruita su commissione dello stesso Sem Benelli nel 1914 su progetto del suo scenografo teatrale Mancini. La costruzione, di proprietà privata, si presenta con aspetto in stile medievale e gotico, utilizzando materiali come pietra a vista o marmi colorati.

### Architetture militari

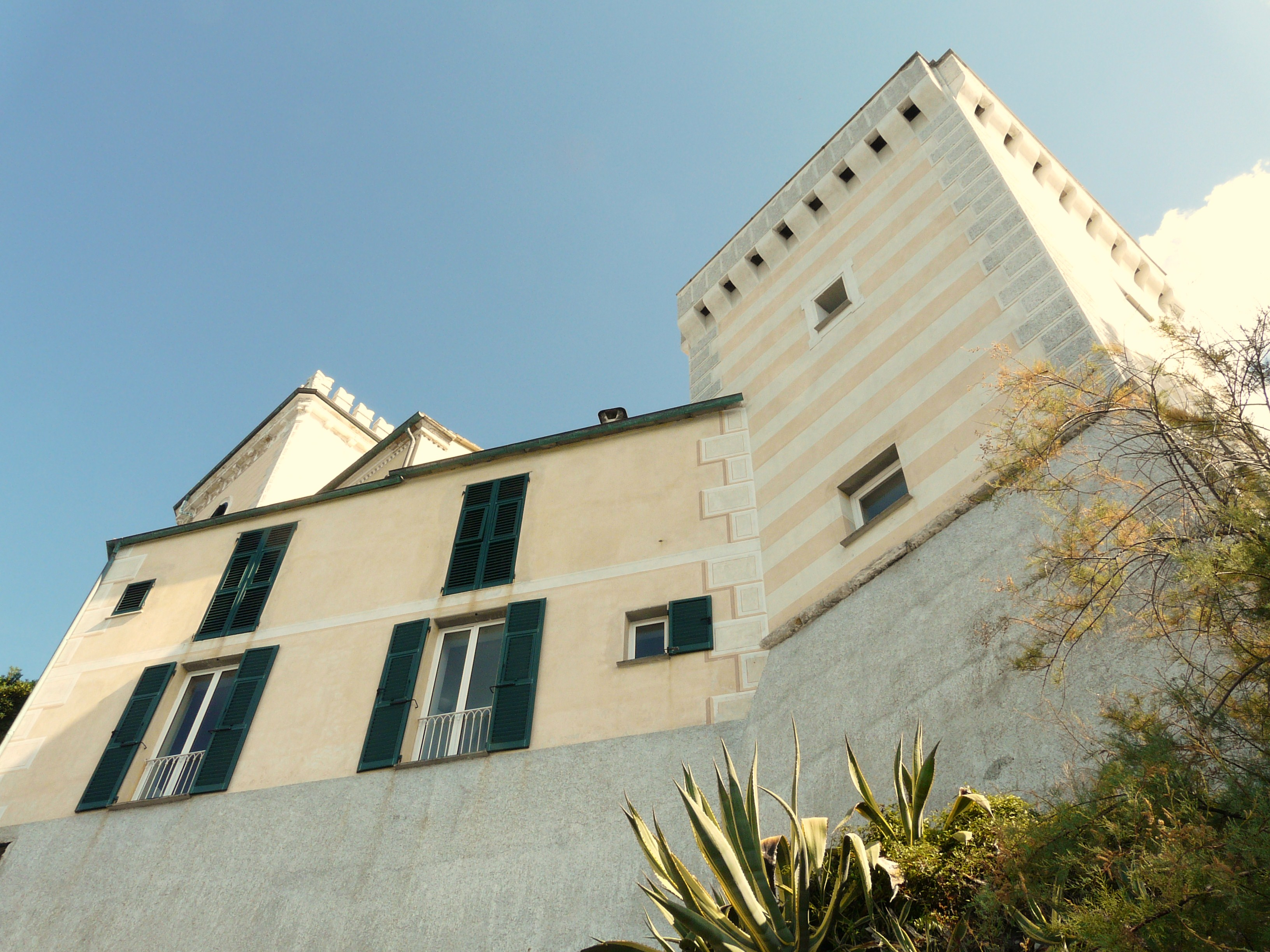
Il castello Canevaro e la torre di ponente

- Castello dei conti Canevaro. L'opera di edificazione venne iniziata dalla famiglia Malfanti Spinola intorno al Cinquecento e fu il duca di Zoagli, Giuseppe Canevaro, ad acquistare il castello con la torre dalla famiglia originaria. Negli anni successivi si intrapresero lavori di trasformazione e di ampliamento del sito, ma per una mancanza dei fondi necessari l'edificio venne collegato all'adiacente torre saracena del 1547 solo intorno al XVIII secolo. Subì ulteriori modifiche strutturali nel corso del 1899 quando fu ridisegnato quasi ex novo l'intero complesso che vide l'erezione di due nuove torrette con merlature guelfe neoclassiche ai lati dell'originaria struttura. Parzialmente distrutto nella seconda guerra mondiale, alcune sue parti sono andate definitivamente perdute.
- Le torri saracene, dette "di Levante" e "di Ponente", rappresentano i simboli d'eccezione del comune rivierasco, tanto da raffigurare nello stemma comunale. Costruite entrambe nel XVI secolo per difendere il borgo da eventuali attacchi da parte dei pirati, subirono nei secoli successivi modifiche e ristrutturazioni. La torre di levante è ora sede di importanti convegni culturali e artistici, mentre quella di ponente è stata nel Settecento inglobata nell'area territoriale del castello dei conti Canevaro.

### Monumenti
La Madonna del Mare è una scultura in bronzo posta nel 1997 nel fondale antistante il molo levantino di Zoagli, di fronte alla grande rotonda della passeggiata a mare, a circa nove metri di profondità. Realizzata dalla scultrice Marian Hastianatte (artista zoagliese di adozione) e dalla fonderia d'arte di Massimo Del Chiaro, è alta circa 1,60 m e tale opera fu voluta da un gruppo di zoagliesi unitisi in comitato, per ricordare i comandanti di Zoagli che sfidarono gli oceani con le antiche imbarcazioni a vela e tutti i marinai che da sempre hanno combattuto in difesa della patria.
Annualmente, la sera del 5 agosto, si svolge una processione subacquea dove i subacquei depongono ai piedi della scultura una corona d'alloro a memoria del giorno in cui è stata posata sul fondo marino. Nel corso della serata viene inoltre celebrata la Santa Messa sulla passeggiata a mare, mentre i lumini illuminano lo specchio d'acqua antistante.

## Società

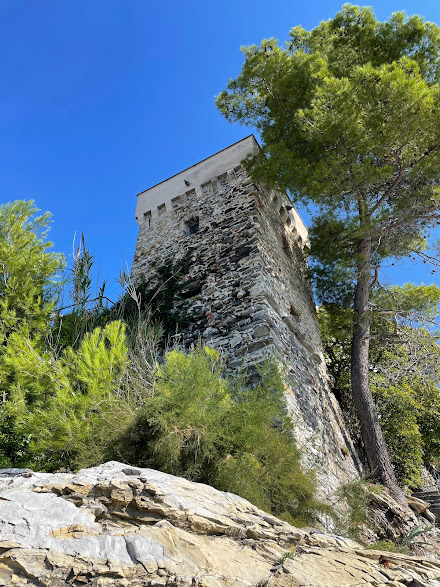
La torre di Levante

### Evoluzione demografica
Abitanti censiti

### Etnie e minoranze straniere
Secondo i dati Istat al 31 dicembre 2022, i cittadini stranieri residenti a Zoagli sono 125.

## Cultura

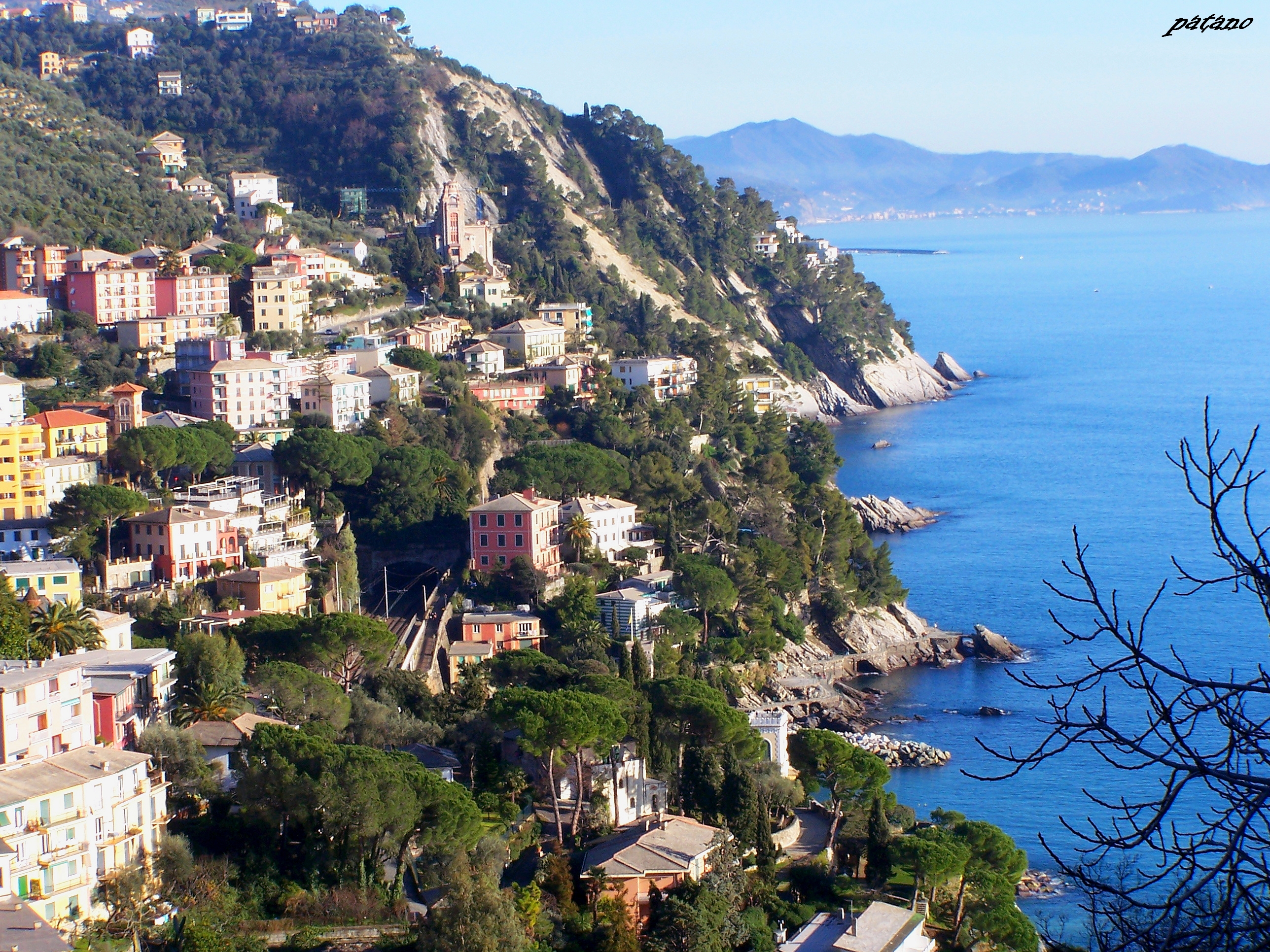
Panorama del territorio comunale

### Media
Cinema
Nel 2017 in varie zone della cittadina sono state girate alcune scene del film Gli Sdraiati, un film di Francesca Archibugi con la partecipazione di Claudio Bisio.

#### Televisione
Nel maggio del 2013 alcune zone della città sono state le location per diverse scene della soap opera italiana CentoVetrine.

### Eventi
- Nel periodo fra giugno e agosto a rotazione negli specchi acquei delle cittadine di Portofino, Santa Margherita Ligure, San Michele di Pagana, Rapallo, Zoagli, Chiavari, Lavagna e Sestri Levante si svolge la sfida remiera del "Palio marinaro del Tigullio" disputata da equipaggi di vogatori (detti armi) che remano su imbarcazioni (denominate gozzi) tradizionali in legno.

## Geografia antropica

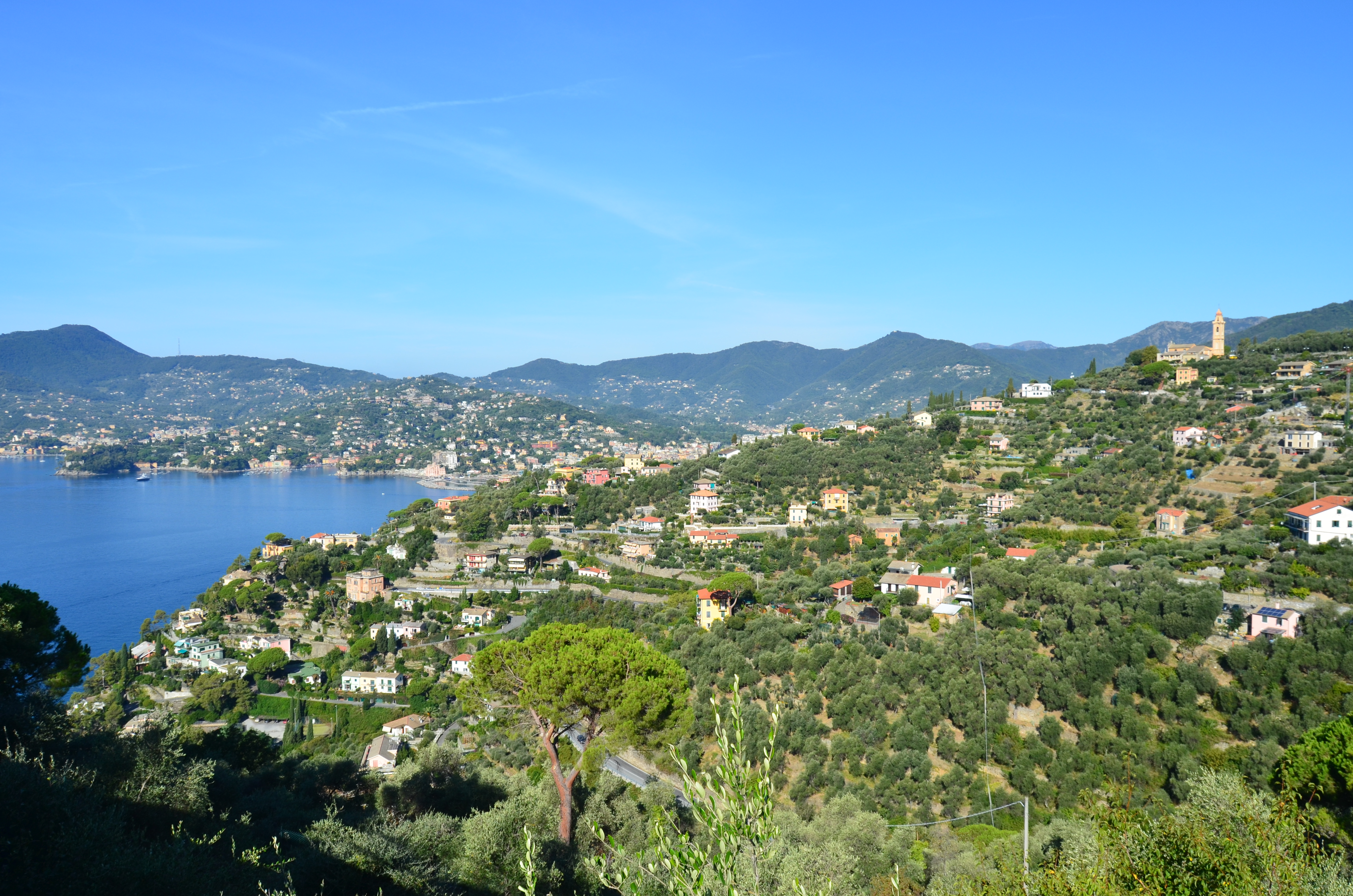
Panorama della frazione di Sant'Ambrogio

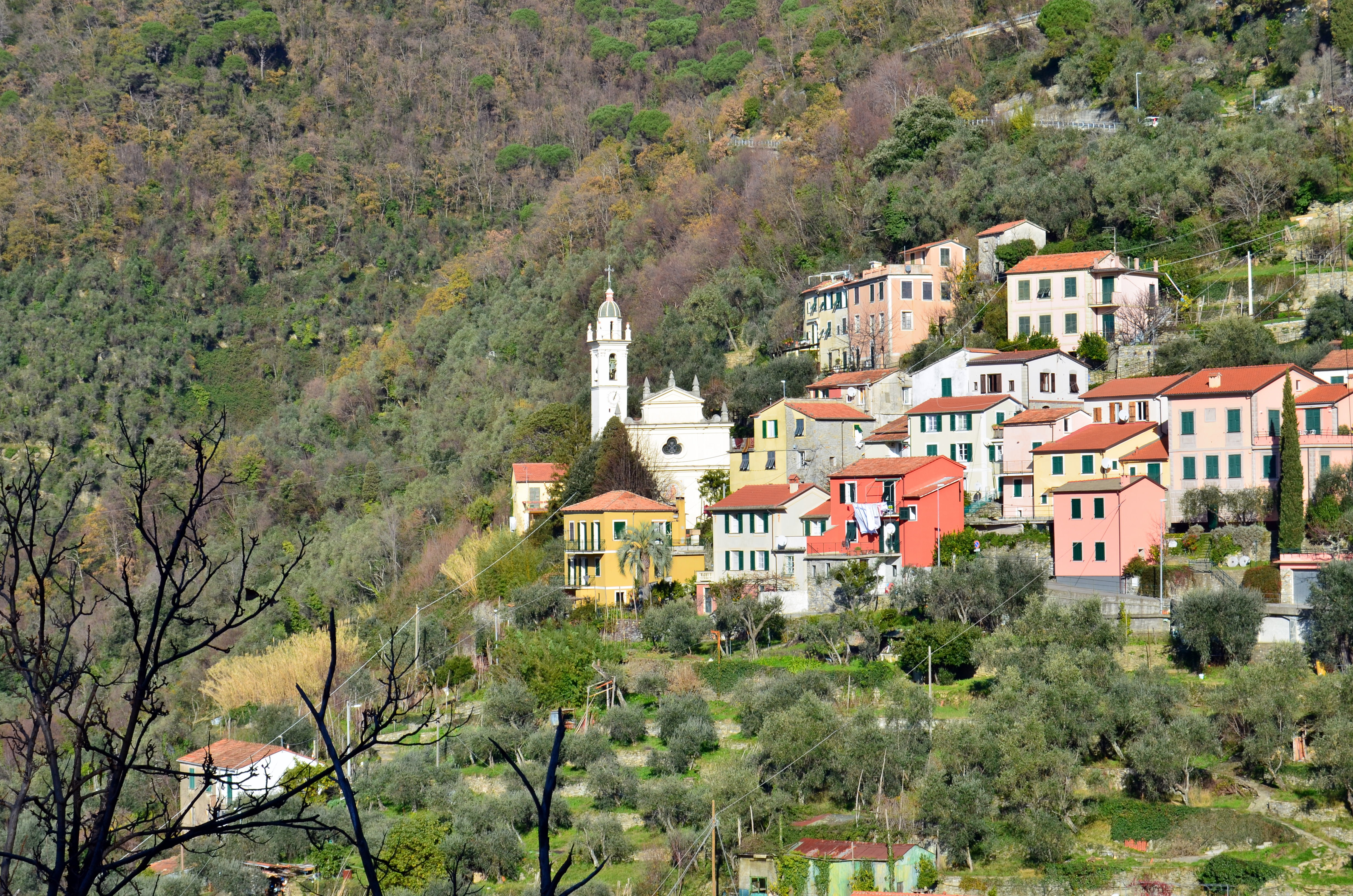
Panorama della frazione di Semorile

Il comune è costituito, oltre al capoluogo, dalle tre frazioni di Sant'Ambrogio, San Pietro di Rovereto e Semorile per un totale di 7,79 km². Fanno altresì parte le località di Arenella, Belvedere, Boschetto, Canevelli, Castellaro, Castello, Cerisola, Forno, Marina di Bardi, Mexi, Monte Anchetta, Monte Prato, Oliveto, Parazzuolo, Piano, Piscia, Pozzetto, San Bernardo, San Pantaleo, Sant'Orsola, Scogliera, Scoglio, Sem Benelli, Sexi, Solari, Vallette.
Confina a nord con i comuni di Rapallo, Coreglia Ligure e San Colombano Certenoli, a sud è bagnato dal mar Ligure, ad ovest con Rapallo e ad est con San Colombano Certenoli, Leivi e Chiavari.

## Economia
L'economia si basa principalmente sul turismo, specie nel settore balneare, ma anche nei mesi invernali tanti sono i turisti che scelgono questo angolo del Tigullio. Le strutture ricettive sono principalmente seconde case, soprattutto nelle zone collinari, come nelle frazioni di Forno, Sant'Ambrogio o San Pietro di Rovereto, ma ci sono anche alberghi e bed and breakfast gestiti da famiglie locali. L'aver favorito la costruzione di seconde case ha in parte accentuato il consumo di spazio prima occupato da notevoli uliveti. 

Prodotto locale di qualità è la seta. Nel territorio operano ancora due botteghe per la tessitura di stoffe, broccati e damaschi, mantenendo viva ancora oggi la tradizione locale.

## Infrastrutture e trasporti

### Strade
Il centro di Zoagli è attraversato principalmente dalla strada statale 1 Via Aurelia che gli permette il collegamento stradale con Rapallo, ad ovest, e Chiavari ad est.

### Ferrovie
Zoagli è dotata di una fermata ferroviaria sulla linea Genova-Pisa.

### Mobilità urbana
Dai comuni di Chiavari e Rapallo un servizio di trasporto pubblico locale gestito dall'AMT garantisce quotidiani collegamenti bus con Zoagli e le altre località del territorio comunale.

## Amministrazione

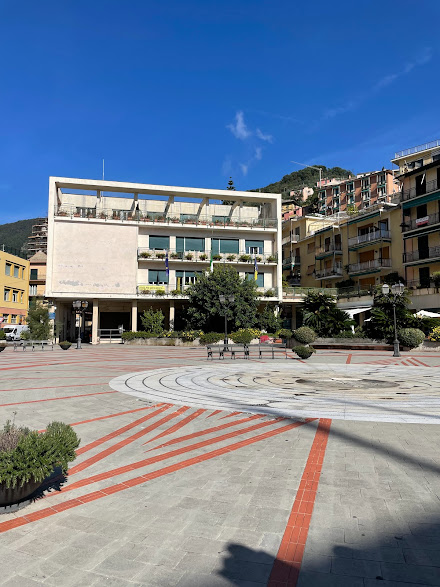
Il municipio, in stile razionalista, ricostruito nel secondo dopoguerra.

## Sport
Il 2 ottobre 2010 l'apneista Gianluca Genoni ha stabilito nello specchio acqueo antistante Zoagli un record mondiale: 152 metri di profondità nell'assetto variabile regolamentato.